# Иванов, Василий Григорьевич
Васи́лий Григо́рьевич Ивано́в (20 апреля 1928, Новая Прага, Зиновьевский округ — 25 мая 1993, Кривой Рог, Днепропетровская область) — советский шахтёр, бурильщик шахт «Новая» и «Гвардейская» рудоуправления имени Розы Люксембург треста «Ленинруда». Герой Социалистического Труда (1958).

## Биография
Родился 20 апреля 1928 года в селе Новая Прага в многодетной крестьянской семье. Образование неоконченное среднее.
В 1947—1987 годах бурильщик, бригадир шахт «Новая», «Гвардейская» рудоуправления имени Розы Люксембург треста «Ленинруда». Сделал весомый вклад в развитие горной промышленности Кривбасса. Новатор производства в 1950—1960-х годах. Победитель соцсоревнований, ударник пятилеток, установил несколько производственных рекордов. Наставник и рационализатор, испытывал новую технику. Вёл активную общественную деятельность. Член КПСС с 1958 года.
На пенсии с 1987 года.
Умер 25 мая 1993 года в Кривом Роге.

## Награды
- Медаль «Серп и Молот» (19.07.1958);
- орден Ленина (19.07.1958);
- Медаль «В ознаменование 100-летия со дня рождения Владимира Ильича Ленина» (1970).

## Память
- Имя на Стеле Героев в Кривом Роге.